# Оранське князівство

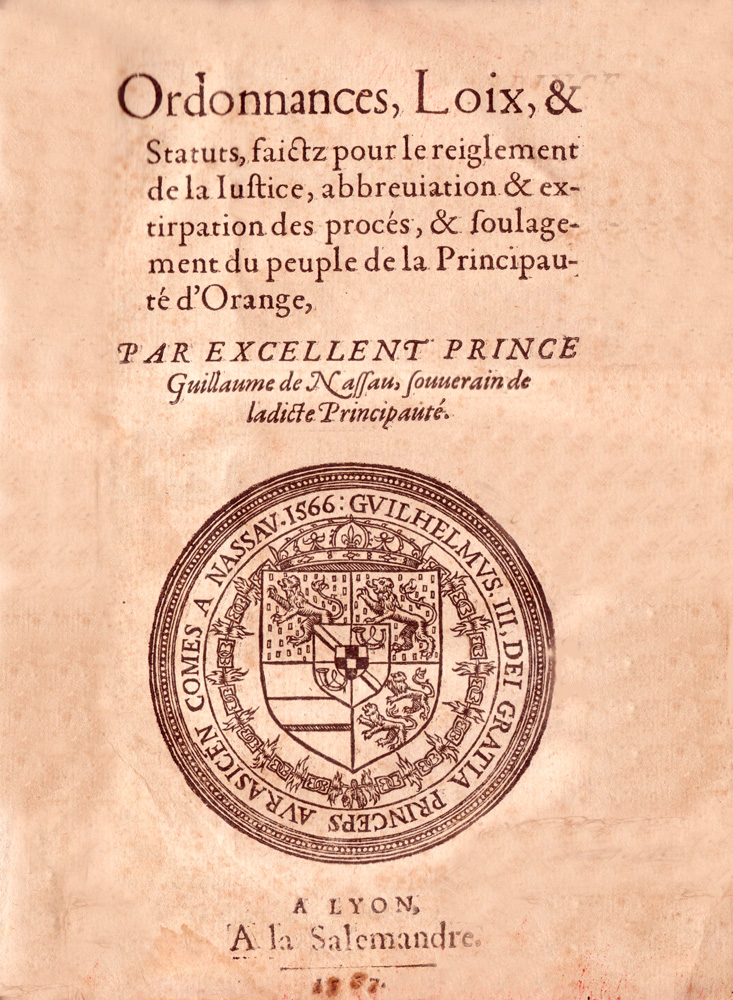
Покладання законів князівства Оранського

44°08′ пн. ш. 4°49′ сх. д. / 44.14° пн. ш. 4.81° сх. д.
Оранське князівство (фр. Principauté d'Orange) — феодальне володіння в Провансі, на півдні сучасної Франції. Було розташоване на східному березі річки Рона, північніше від міста Авіньйон, і з півночі, сходу та півдня оточувалось територією незалежної папської держави Комта-Венессен з центром в місті Оранж.

## Історія
З XI століття в межах імперського Арелатського королівства існувало незалежне Оранське графство, яке з 1181 року було підняте в статусі до Оранського князівства, а його володар отримав титул князь. У князя Оранського було право голосу в колегії князів Священної Римської імперії. Суверенність правителів Оранжа з XV століття неодноразово визнавали і королі Франції.

Герб Оранжа

До 1180 Оранським графством володіла династія Жиро Адемара, потім — де Бо, спадкоємиця якого, Марі де Бо (пом. у 1417 році) вийшла заміж за Жана III Шалонського. Таким чином, у володіння Оранським князівством вступила Іврейська династія в особі своєї Шалонський гілки. У 1530 році ця гілка згасла, а її останній представник в обхід правил престолонаслідування заповів Оранж синові своєї сестри, Рене з дому Нассау.
Рене Нассау-Шалонський, в свою чергу, не маючи синів від шлюбу з Анною Лотарінзькою, залишив Оранське князівство двоюрідному брату (синові дядька по батькові), Вільгельму Мовчазному. Від нього починається нова Оранська династія штатгальтерів Сполучених провінцій.
Представники Нассау-Оранського дому, будучи штатгальтерами Нідерландів, де-юре зберігали володіння Оранжем аж до смерті бездітного оранського князя та англійського короля Вільгельма III в 1702 р. За результатами Утрехтського миру Оранж був присуджений Франції (де-факто володіла містом з 1660 року), але старший князь дому Нассау зберіг титул принца Оранського, який досі носить спадкоємець корони Нідерландів.